# カトラン・フォルチュネ
カトラン・フォルチュネ（Catherin Fortuné, 生没年未詳）は、16世紀後半のフランスの詩人。長らく、この人物は実在せず、ジャン・ド・シュヴィニー（ジャン＝エメ・ド・シャヴィニー）の偽名にすぎないと見なされていた。
シャロン（シャロン＝シュル＝ソーヌ？）の出身で、1578年にリヨンの港の責任者の補佐役となっている。
同時代のアントワーヌ・デュ・ヴェルディエの書誌にはこの人物は登場せず、その著作はいずれもシュヴィニーの項で扱われていたため、長らくシュヴィニーと同一人物であると思われていた。デュ・ヴェルディエがこの2人をなぜ混同してしまったのかは分かっていないが、この2人に何らかの密接な関わりがあったためと推測される（ベルナール・シュヴィニャールは、フォルチュネに詩の手ほどきをしたのがシュヴィニーだったのではないかとしている）。

## 著作

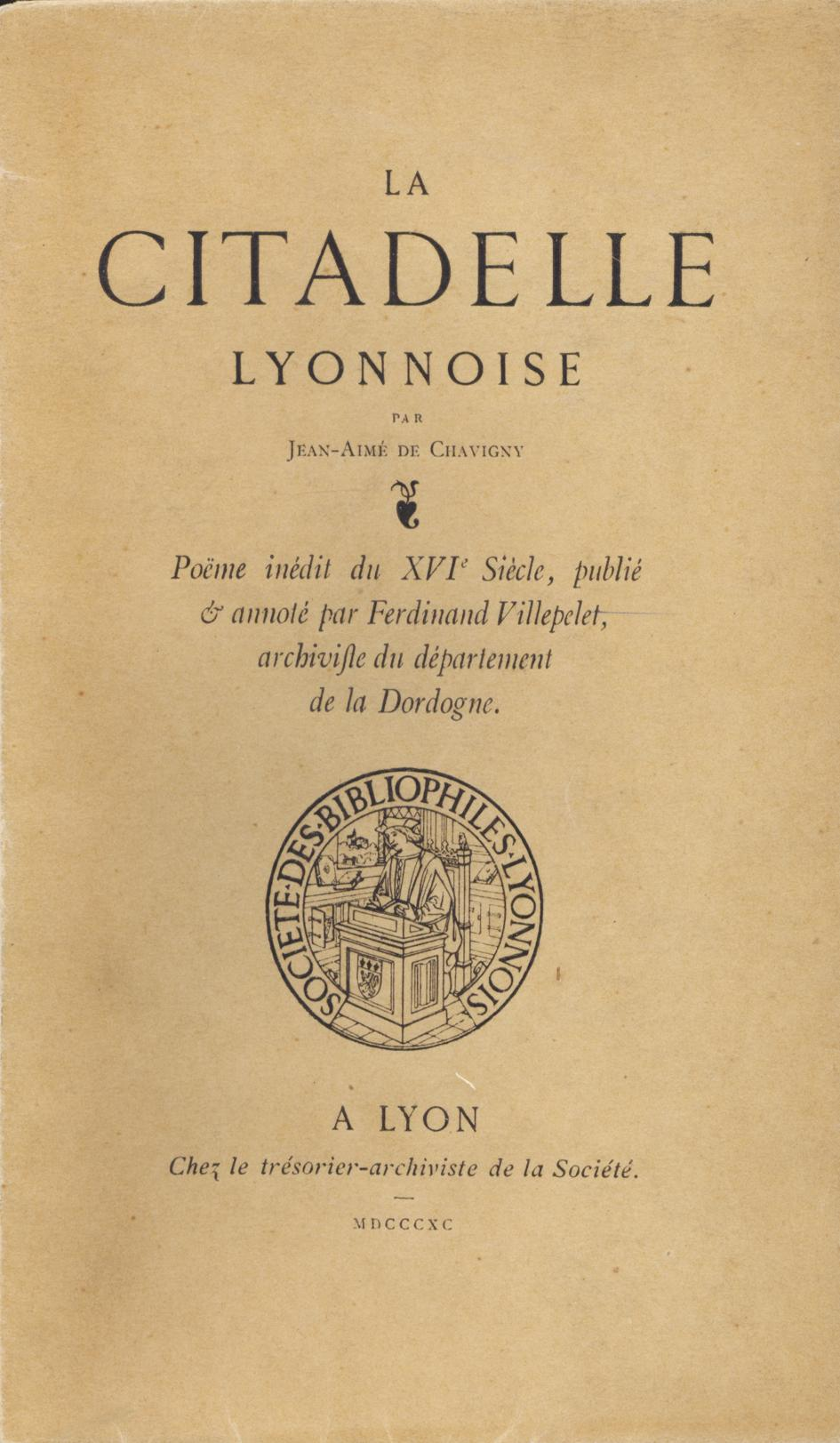
『リヨンの城砦』（1890年）のタイトルページ。

- 『パシーの領主マンドロー殿に捧げる、リヨンの船の水先案内人 Le pilote de la nef lyonnoise, dedié à Monseigneur Mons. de Mandelot, Seigneur de Passy』（リヨン、1570年）
ガリカデジタル図書館（フランス国立図書館）で公開されている
- 訳書『パシーの領主マンドロー殿への祝賀 Congratulation à Monseigneur, Monsieur de Mandelot, seigneur de Passi』（リヨン、1571年）
- 『ジャン＝エメ・ド・シャヴィニーによる、リヨンの城砦 La Citadelle Lyonnoise, par Jean Aimé de Chavigny』（リヨン、1890年）
18世紀に発見された手稿が1890年になって出版されたもの。手稿にはフォルチュネの署名があるが、当時は同一人物説が有力だったため、シャヴィニー名義になっている。

この他にも、デュ・ヴェルディエが言及していたが現存しないシュヴィニー（シャヴィニー）の著作の中には、フォルチュネの著作が混じっている可能性がある。